# Hanchya, Mysore
Hanchya là một làng thuộc tehsil Mysore, huyện Mysore, bang Karnataka, Ấn Độ.